# Priandi
Priandi es una parroquia del concejo español de Nava, perteneciente al Principado de Asturias.

## Historia
A finales del siglo XIX, la parroquia, ya por entonces parte del concejo de Nava, tenía contabilizada una población de 325 habitantes. Aparece descrita en el Diccionario geográfico y estadístico de Asturias (1897) de José González Aguirre con las siguientes palabras:

PRIANDI (Santo Tomás): parr. del conc. de Nava, part. jud. de Infiest, á 4½ leg. de Oviedo, 2 de Infiesto y ½ de Nava; sit. en terreno desigual, con libre ventilación y clima propenso á fiebres y reumas; comprende los ls. de Campanal, Priandi, Puente y varios cas. dispersos por el término. Confina al N. y E. con Nava; al S. con la montaña de Peñamayor y al O. cn Bimenes. Su terreno es en general montuoso y de mediana calidad: produce cereales, legumbres, mucha avellana, castaña y manzana: cría ganado vacuno, lanar y de cerda; abunda la caza mayor y menor. Pobl. 68 vec., 325 habitantes.
(González Aguirre, 1897, p. 300)

En 2022, tenía empadronados 162 habitantes.

## Patrimonio
Hay en la parroquia una iglesia de Santo Tomás.